# Recordações da Casa Amarela
Recordações da Casa Amarela és una pel·lícula portuguesa del 1989 escrita, protagonitzada i dirigida per João César Monteiro, la primera d'una trilogia cinematogràfica centrada en la figura surrealista de João de Deus, alter ego del mateix director. La pel·lícula es va presentar en competició a la 46a Mostra Internacional de Cinema de Venècia el 1989.

## Argument
João de Deus és un home gran que viu en una modesta pensió familiar a la part antiga de Lisboa. Turmentat per les malalties i les adversitats, l'home troba consol en l'erotisme, en la música de Schubert i en la seva passió pel cinema. Quan ataca la virtut de la filla del propietari, és expulsat de la pensió. Sol i sense recursos, ha de fer front a la duresa de la vida urbana, fins que acaba a un hospici.

## Repartiment
- João César Monteiro: João de Deus
- Manuela de Freitas: Dona Violeta
- Ruy Furtado: Senhor Armando
- Teresa Calado: Menina Julieta
- Duarte de Almeida: Ferdinando
- António Terrinha: el metge
- Sabina Sacchi: Mimi
- Henrique Viana: el comissari de policia
- Luís Miguel Cintra: Lívio
- Maria Ângela Violeta: la mare de Deus
- João Pedro Bénard da Costa: empleat de la lleteria
- Manuel Gomes: Laurindo

## Premis
Va ser guardonat amb el Lleó d'Argent a la 46a Mostra Internacional de Cinema de Venècia.